# Liga Nacional de Fútbol de Fiyi 2016
La Liga Nacional de Fútbol de Fiyi 2016 fue la edición número 40 de la Liga Nacional de Fútbol de Fiyi. La temporada comenzó el 12 de febrero y terminó el 12 de noviembre. Ba FA fue el campeón sumando así su título número 20.

## Formato
Los ocho equipos participantes jugarán entre sí todos contra todos dos veces totalizando 14 partidos cada uno; al término de las 14 fechas los dos primeros clasificados obtendrán un cupo para la Liga de Campeones de la OFC 2017, mientras que el último clasificado descenderá a la Segunda División de Fiyi 2017.

## Equipos participantes
| Pos.   | Equipo       | Ciudad   | Estadio             | Capacidad |
| ------ | ------------ | -------- | ------------------- | --------- |
| 1      | Nadi FC      | Nadi     | Prince Charles Park | 18000     |
| 2      | Suva FC      | Suva     | National Stadium    | 10000     |
| 3      | Rewa FC      | Nausori  | Ratu Cakobau Park   | 12000     |
| 4      | Lautoka FC   | Lautoka  | Churchill Park      | 18000     |
| 5      | Ba FC        | Ba       | Govind Park         | 13500     |
| 6      | Labasa FC    | Labasa   | Subrail Park        | 10000     |
| 7      | Nadroga FC   | Sigatoka | Lawaqa Park         | 12000     |
| 1 (SD) | Dreketi F.C. | Dreketi  | Subrail Park        | 1000      |

### Ascensos y descensos
| Pos. | Ascendido de la Segunda División 2015 |
| ---- | ------------------------------------- |
| 1    | Dreketi FC                            |

| Pos. | Descendido de la Liga Nacional 2015 |
| ---- | ----------------------------------- |
| 8    | Tailevu Naitasiri FC                |

## Tabla de posiciones
Actualizado el 16 de diciembre de 2016.
| Pos. | Equipo     | PJ | PG | PE | PP | GF | GC | DG  | Pts. | Clasificado a                    |
| ---- | ---------- | -- | -- | -- | -- | -- | -- | --- | ---- | -------------------------------- |
| 1    | Ba FC (C)  | 14 | 10 | 2  | 2  | 30 | 11 | +19 | 32   | Campeón y Liga de Campeones 2017 |
| 2    | Rewa FC    | 14 | 9  | 2  | 3  | 24 | 16 | +8  | 29   | Liga de Campeones 2017           |
| 3    | Lautoka FC | 14 | 7  | 3  | 4  | 33 | 16 | +17 | 24   |                                  |
| 4    | Labasa FC  | 14 | 5  | 3  | 6  | 19 | 14 | +5  | 18   |                                  |
| 5    | Suva FC    | 14 | 5  | 3  | 6  | 21 | 32 | -11 | 18   |                                  |
| 6    | Nadi FC    | 14 | 4  | 3  | 7  | 14 | 22 | -8  | 15   |                                  |
| 7    | Dreketi FC | 14 | 3  | 4  | 7  | 14 | 32 | -18 | 13   |                                  |
| 8    | Nadroga FC | 14 | 3  | 0  | 11 | 13 | 25 | -12 | 9    | Segunda División de Fiyi 2017    |